# Huedin
Huedin là một thị xã thuộc hạt Cluj, România. Dân số thời điểm năm 2002 là 9480 người.